# Hedda Kainz
Hedda Kainz (* 17. Juni 1942 in Linz) ist eine ehemalige österreichische Politikerin (SPÖ) und Chemielaborantin. Sie war von 1988 bis 2003 Mitglied des österreichischen Bundesrates und stellvertretende Vorsitzende des Österreichischen Gewerkschaftsbundes Oberösterreich.

## Ausbildung und Beruf
Kainz besuchte nach der Volksschule die Hauptschule und erlernte anschließend den Beruf der Chemielaborantin, wobei sie parallel dazu die Berufsschule absolvierte. Sie trat 1961 in den Dienst der Chemie Linz und war in der Folge bis 1988 als Laborantin in verschiedenen Abteilungen der pharmazeutischen Forschung tätig.

## Politik und Funktionen
Kainz engagierte sich ab 1968 als Betriebsrätin der Chemie Linz AG und war ab 1988 freigestellte Betriebsratsvorsitzende der CL Pharma AG. Sie war zudem ab 1979 als Mitglied des Vorstandes der Kammer für Arbeiter und Angestellte für Oberösterreich aktiv und fungierte ab 1974 als Kammerrätin der Kammer für Arbeiter und Angestellte für Oberösterreich. Sie war des Weiteren ab 1987 Mitglied des Präsidiums des Österreichischen Gewerkschaftsbundes der Landesexekutive Oberösterreich und wurde im selben Jahr Vorsitzende des Landesfrauenausschusses des Österreichischen Gewerkschaftsbundes der Landesexekutive Oberösterreich. Zudem wirkte sie als Stellvertretende Vorsitzende des ÖGB Oberösterreich. Kainz vertrat die Sozialdemokratische Partei Oberösterreich ab dem 10. November 1988 im Bundesrat. Sie hatte im Bundesrat vom 15. April 1999 bis zum 9. Mai 2000 die Funktion einer Schriftführerin des Bundesrates inne und war vom 1. Juli 2000 bis zum 22. Oktober 2003 erneut Schriftführerin. Mit dem 22. Oktober 2003 schied Kainz schließlich auch aus dem Bundesrat aus.

## Auszeichnungen
- Großes Silbernes Ehrenzeichen für Verdienste um die Republik Österreich (1996)[1]
- Goldenen Ehrenzeichen des Landes Oberösterreich (2004)[2]